# Frans de Hulst
Frans de Hulst (circa 1610, Haarlem - 29 décembre 1661) est un peintre néerlandais spécialisé dans la peinture de paysages.

## Biographie
Frans de Hulst est né en 1610 à Haarlem aux Pays-Bas. Il vit et travaille à Haarlem. Ses premières œuvres rappellent la technique de Salomon van Ruysdael et suggèrent qu'il fut vraisemblablement l'élève de celui-ci. Il n'y a cependant aucune donnée historique qui vient étayer cela. En 1631, Frans de Hulst devient membre de la guilde de Saint-Luc de Haarlem. En 1642, il est nommé secrétaire de la guilde de Haarlem.
Frans de Hulst est connu pour ses peintures dépeignant des paysages de dunes ou de rivières surmontées de tours fortifiées. La plupart de ses œuvres peintes dans les années 1640 rappellent les peintures de Jan van Goyen.